# Nils Sting
Nils Hemmingsson Sting, tidigare Hemmingsson, död 18 januari 1606, var en svensk häradshövding och fogde. 

## Biografi
Nils Sting var son till Hemming Andersson och Ragnhild Svensdotter på Torkilstorp i Saleby socken. Han var  från 1581 till 1594 fänrik vid Västgöta ryttare. Sting adlades av kung Johan III för gjorda tjänster och fick då upptaga sin morfars namn och vapen. Han blev 29 juli 1596 häradshövding i Göstrings härad och 29 augusti 1598 häradshövding i Gudhems härad. Sting var från 1596 till 1598 fogde i Orreholmens län och satt 1600 i rätten över riksråden i Linköping. Han avled 1606 och begravdes i Järpås kyrka.

### Egendom
Sting ägde Torkilstorp i Saleby socken, Häggesled (Stinggården) i Häggesleds socken och Kettilstorp i Yllestads socken.

### Familj
Sting gifte sig med Märta Eriksdotter, dotter till slottsloven och hovmarskalken Erik Gustafsson (Roos af Hjelmsäter) och Märta Haraldsdotter (Soop). De fick tillsammans barnen Nils Sting (död före 1638), Erik Sting (död före 1638), Margareta Nilsdotter (död 1614) och Bengta Nilsdotter som var gift med kaptenen Fote Jönsson vid Södermanlands regemente.